# Roger Lille
Roger Lille (* 17. August 1956 in Zofingen; † 10. Juni 2014 in Aarau) war ein Schweizer Schriftsteller und Theaterpädagoge.

## Leben
Roger Lille war nach einer Ausbildung zum Sekundarlehrer mehrere Jahre in Lenzburg/Kt. Aargau im Schuldienst tätig. Danach absolvierte er eine Ausbildung zum Theaterpädagogen an der Schauspielakademie in Zürich. Ab 1986 arbeitete er als freischaffender Regisseur; ab 1989 war er Leiter der Schultheater-Beratungsstelle des Kantons Aargau. 1992 nahm er am Ingeborg-Bachmann-Wettbewerb in Klagenfurt teil. Lille lebte zuletzt in Aarau, zusammen mit seiner Frau Alice Dora Lille.
Roger Lille war Verfasser von erzählerischen Werken und Theaterstücken. Er war Mitglied des Verbandes Autorinnen und Autoren der Schweiz und des Schweizerischen Verbandes des Theaters für Kinder und Jugendliche. Er erhielt u. a. 1995 den Preis der Schweizerischen Schillerstiftung und 1997 einen Werkbeitrag der Stiftung Pro Helvetia.

## Werke
- Wunschvorstellung, Aarau 1984
- Jugendträume, Aarau 1985
- Geflatter, Gekrabbel, Gehusch ..., Aarau u. a. 1991
- Himmel auf Erden, Zürich 1992
- Schuhwerk, Zürich 1994
- Uferzone, München 1994
- Fundstücke, Zürich 1995
- Nocturne, München 1996
- Südwärts, München 1998
- remake, Basel 2002